# Andrea Urbani
Andrea Urbani (Venise, 1711 - Padoue, 1798) est un peintre et scénographe italien qui fut actif dans la république de Venise.

## Biographie
Andrea Urbani est un artiste longtemps resté dans l'ombre, sa redécouverte remonte au milieu des années 1960. Il a une formation picturale semblable à celle des autres peintres-scénographes vénitiens ; Giambattista Tiepolo a grandement influencé sa production comme décorateur et fresquiste. Il travaille notamment dans la cathédrale d'Udine et dans des palais à Venise et dans la région de Padoue.
Il doit jouir d'une notoriété considérable, comme en témoigne le voyage effectué entre 1760 et 1763 à la cour de Russie dans le célèbre palais d'Hiver de Saint-Pétersbourg, où il collabore avec une importante colonie d'artistes des États italiens. De retour de la cour impériale, il exerce surtout une activité d'architecte de théâtre, c'est-à-dire de scénographe et de décorateur, se consacrant avec succès aux fresques de nombreuses villas commandées par des familles nobles vénitiennes.
Sa longue et prolifique activité, caractérisée par de fréquents changements de style, est poursuivie par son fils Marino, qui peint les fresques du Palazzo Caiselli à Udine entre 1802 et 1803.

## Œuvres

### Châteaux

#### Château d'Arcano Superiore
Situé près de Rive d'Arcano dans la province d'Udine, le château frioulan avec des parties d'un intérêt historique considérable, est embelli au rez-de-chaussée par des fresques de l'artiste datant de 1796, avec des décorations et des paysages aérés, avec des sujets bucoliques, des jardins à l'italienne, animés de figurines de nobles, et de bergers et de paysans dans la salle à manger.

#### Château Grimani Marcello Sorlini
Le château est situé à Montegalda dans la province de Vicence. L'intérieur du château, avec ses nombreuses salles, abrite des peintures et un cycle de décorations représentant des grotesques élégants, des natures mortes et des chinoiseries. Ces fresques, réalisées entre 1780 et 1782, décrivent une vie paisible et tranquille qui s'écoule lentement, ne préfigurant pas les bouleversements qui se produiront à Venise à la fin du XVIIIe siècle. Parmi les interventions de cette période, il faut également mentionner les fresques de la chapelle adjacente. En 1970, à la suite d'un violent incendie, ces décorations ont été partiellement détruites.

### Architectures religieuses

#### Église de San Giovanni Evangelista àPortogruaro
Andréa Urbani a peint une fresque au plafond du chœur, représentant le triomphe de l'Eucharistie, dans cette église de Vénétie.

#### Cathédrale d'Udine
Les chapelles latérales de la cathédrale ont été peintes à fresque par l'artiste vénitien. La très riche voûte de la chapelle dédiée à saint Joseph présente des stucs dorés et des peintures polychromes, tandis que la chapelle des saints Hermagore et Fortunat impressionne par l’extraordinaire effet scénographique de la voûte, avec un ange portant la couronne des saints martyrs, qui semble descendre d’une ouverture du ciel bleu le long d'une structure de fausses architectures.

#### Église Saint-Pierre-martyr à Udine
L'église possède des peintures du XVIe siècle flanquées de fresques d'Andrea Urbani, datant de 1745.

#### Église San Remigio inCavasso Nuovo
L'église, construite au XVIe siècle, abrite la décoration du plafond de la nef par le peintre vénitien, qui a peint l'Annonciation de la Vierge dans le compartiment central et les emblèmes des évangélistes dans les panneaux arrondis qui l'entourent. La scène sacrée est grandiose et aérienne, avec un tourbillon d'anges et de nuages. La date d'exécution, 1783, apparaît avec le monogramme Urbani, sur le livre tenu ouvert par l'ange, symbole de saint Matthieu.

#### Autre
Église de San Teonisto près de Trévise.

### Palais

#### Palazzo Antonini Mangilli del Torso à Udine
Au plafond de la salle de conférence, des œuvres de l'artiste datent de la période 1750-1760, juste après les décorations situées à l'intérieur de la cathédrale. L'effet scénographique semble anticiper le style qu'il adoptera quelques années plus tard à San Teonisto in Treviso, rappelant les thèmes typiques des grands peintres vénitiens de l'époque. La composition architecturale est remarquable : elle simule une structure complexe avec des arcs de colonnes corinthiennes, des pilastres et des corniches. Le tout est animé par d'agréables angelots, baignés de lumière, avec des guirlandes de fleurs bleues, tandis qu'en arrière-plan, le ciel est sillonné de nuages où se détache la famille Mangilli, à qui l'œuvre est dédiée. Deux autres fresques en noir et blanc ont été attribuées à Urbani, qui représentent de petites et agréables figures dans des cadres élégants.

#### Palazzo Morosini Sagredo à Venise
Andrea Urbani a réalisé les fresques du portego (hall central) du palais vénitien, connu pour sa décoration intérieure.

#### Palazzo Priuli à Venise
La salle noble du palais a été magistralement décorée de fresques par le scénographe vénitien.

#### Autres
- Palais Brazzà à Udine
- Palais Borin à Padoue[6]
- Palais Buzzaccarini à Padoue
- Palais Selvatico Buzzaccarini à Padoue
- Collège Nobili Dimesse à Padoue

### Villas

#### Villa Ottelio à Lovaria di Pradamano
L'escalier en pierre orné de fresques sur les murs latéraux et sur la voûte du plafond se dresse à l'intérieur de la villa Ottelio à Lovaria di Pradamano. Quatre allégories sont représentées sur les murs, tandis qu'une majestueuse fresque représentant la glorification de la famille Ottelio se trouve sur la voûte. Les sur-portes présentent des décorations illusionnistes et des représentations des quatre saisons réalisées en 1785.

#### Villa dei Conti della Torre Valsassina à Ziracco di Remanzacco
Dans le bureau-salon de la villa dei Conti della Torre Valsassina à Ziracco di Remanzacco du XVIIe siècle, tout le plafond est occupé par une fresque avec La gloire de la famille della Torre, qui présente un carré au jeu complexe, plein de corniches et d'éléments décoratifs. L'artiste a voulu donner du souffle à la pièce, avec non seulement une grande ouverture centrale mixtiligne, mais aussi des niches en correspondance avec chaque mur et aux angles, où se trouvent des bustes de représentants célèbres de la famille et de somptueuses compositions florales. Les travaux ont probablement été réalisés peu avant le milieu du XVIIIe siècle et révèlent une affinité avec les travaux réalisés par le même artiste à la villa Ottelio près de Pradamano.

#### Villa Pellegrini à Salvaterra di Badia Polesine
A l'intérieur de la villa Pellegrini à Salvaterra di Badia Polesine du XVIIe siècle, des décorations peintes à la détrempe embellissent la salle inférieure, tandis que les autres pièces se distinguent par les stucs polychromes.

#### Villa Grimani Vendramin Calergi Valmarana à Noventa Padovana
Au premier étage, les décorations du XVIIIe siècle de l'appartement principal de la villa Grimani Vendramin Calergi Valmarana à Noventa Padovana sont presque entièrement peintes à fresque par Urbani en 1773 ; elles permettent notamment de comprendre sa technique de peinture.

#### Villa Giustiniani De Chantal Destro à Noventa Padovana
En 1771, Andrea Urbani peint l'intérieur à fresque et contribue probablement à la refonte de l'architecture générale de la villa.

#### Villa Manzoni à Noventa Padovana
La villa conserve à l'intérieur les fresques du peintre vénitien.

#### Villa Pisani à Stra
À l'intérieur, la villa Pisani (Stra) est richement décorée de statues, de stucs et de fresques commandés aux grands maîtres de l'époque, parmi lesquels Urbani se distingue.

#### Villa Conturbia Rota à San Vito al Tagliamento
D'importantes décorations et fresques du peintre vénitien se trouvent dans la villa Conturbia Rota à San Vito al Tagliamento qui appartenait autrefois à Linussio. Il est également auteur des fresques peintes au plafond de la chapelle annexe (Gloria della Madonna), qui conserve également un autel en marbre du XVIIIe siècle avec des statues de la Vierge et des saints Pierre et Jacques.

#### Villa Contarini Rota Piva à Valnogaredo di Cinto Euganeo
Dans le hall du premier étage de la villa Contarini Rota Piva à Valnogaredo di Cinto Euganeo, se détache le somptueux encadrement rocaille de l'artiste, dans lequel sont insérées les fresques de Jacopo Guarana.

#### Villa Barbarigo Fontana Giobellina à Fiesso d'Artico
Des motifs ornementaux, des décorations en stuc sur fond de marmorino et des restes de peintures à la détrempe du peintre se trouvent à l'intérieur de la villa Barbarigo Fontana Giobellina à Fiesso d'Artico.

#### Autre
Villa Lion De Zara à Casalserugo.